# Rue Meissonier
La rue Meissonier est une voie du 17e arrondissement de Paris, en France.

## Situation et accès
La rue Meissonier est une voie publique située dans le 17e arrondissement de Paris. Elle débute au 48, rue de Prony et se termine au 77, rue Jouffroy-d'Abbans.
Le quartier est desservi par la ligne 3 à la station Wagram.

## Origine du nom

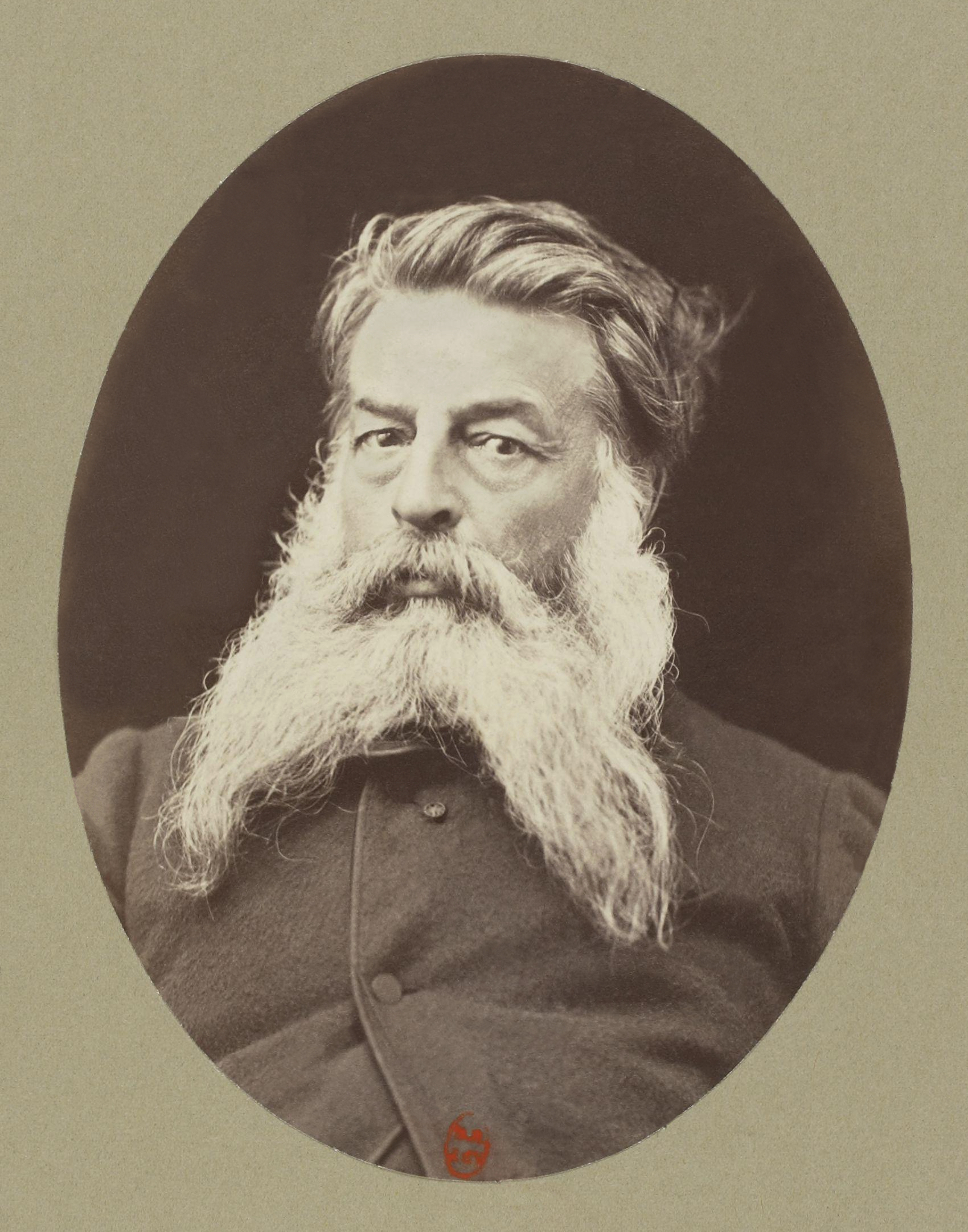
Ernest Meissonier.

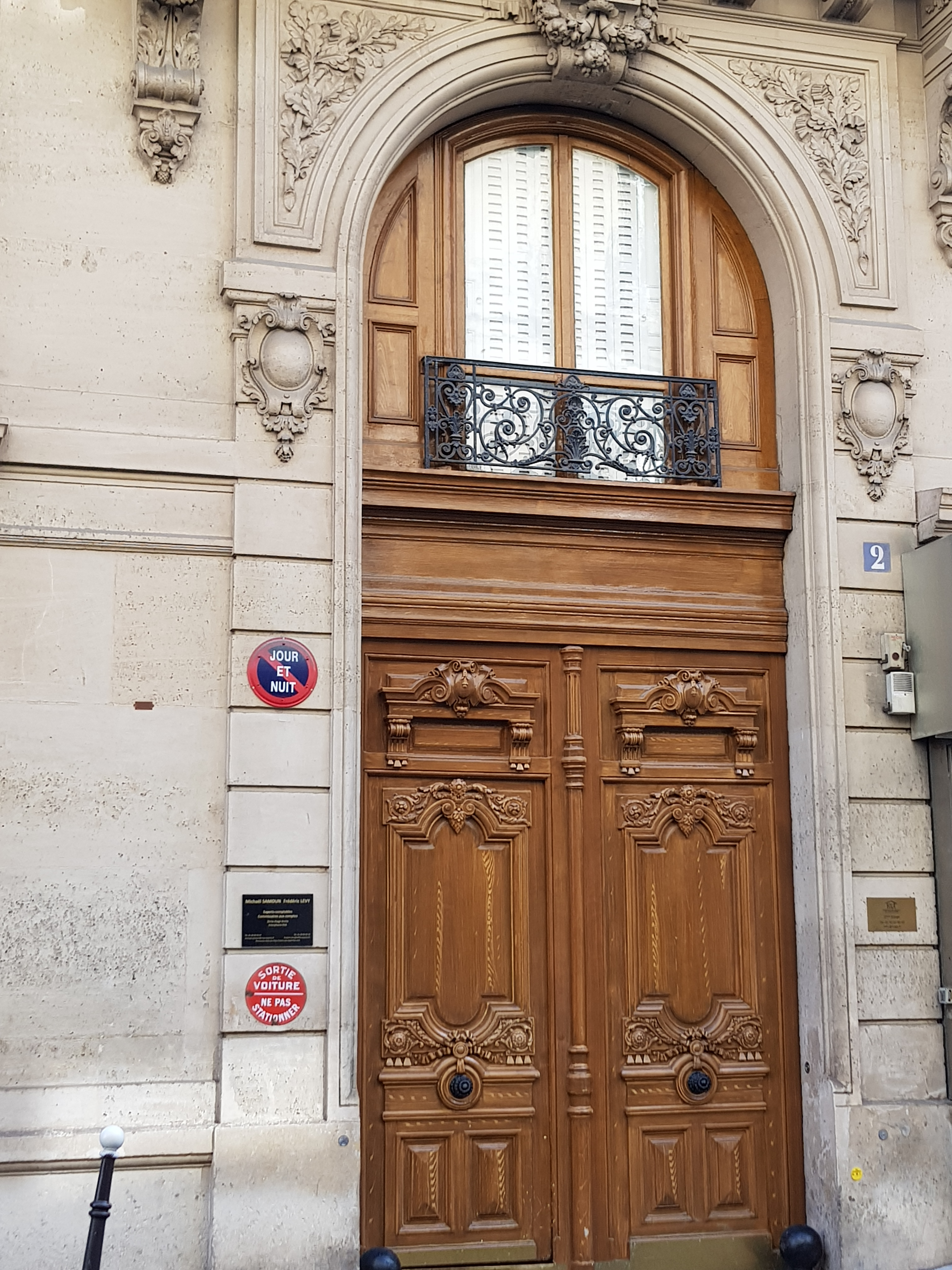
No 2 : entrée.

Elle porte le nom du peintre et dessinateur français Jean-Louis Ernest Meissonier (1815-1891).

## Historique
Cette voie, ouverte en 1881, prend sa dénomination actuelle par un arrêté du 28 décembre 1894 et est classée dans la voirie parisienne par décret du 18 juillet 1895.